# العلاقات المالديفية الإيطالية
العلاقات المالديفية الإيطالية هي العلاقات الثنائية التي تجمع بين المالديف وإيطاليا.

## مقارنة بين البلدين
هذه مقارنة عامة ومرجعية للدولتين:
| وجه المقارنة                                              | [[تصنيف:صفحات تستخدم رمز علم غير موجود\|]] المالديف | إيطاليا                                                  |
| --------------------------------------------------------- | --------------------------------------------------- | -------------------------------------------------------- |
| المساحة (كم2)                                             | 298                                                 | 301.34 ألف                                               |
| عدد السكان (نسمة)                                         | 436.33 ألف                                          | 60.60 مليون                                              |
| الكثافة السكانية (ن./كم²)                                 | 146.42 ألف                                          | 201.1                                                    |
| العاصمة                                                   | ماليه                                               | روما، فلورنسا، تورينو                                    |
| اللغة الرسمية                                             | اللغة الديفهي                                       | اللغة الإيطالية                                          |
| العملة                                                    | روفيه مالديفية                                      | يورو، ليرة إيطالية                                       |
| الناتج المحلي الإجمالي (بليون دولار)                      | 4.60 مليار                                          | 1.93 تريليون                                             |
| الناتج المحلي الإجمالي (تعادل القوة الشرائية) بليون دولار | 5.23 مليار                                          | 2.26 تريليون                                             |
| الناتج المحلي الإجمالي الاسمي للفرد دولار أمريكي          | 8.39 ألف                                            | 29.96 ألف                                                |
| الناتج المحلي الإجمالي للفرد دولار أمريكي                 | 12.53 ألف                                           | 35.46 ألف                                                |
| مؤشر التنمية البشرية                                      | 0.706                                               | 0.873                                                    |
| رمز المكالمات الدولي                                      | +960                                                | +39                                                      |
| رمز الإنترنت                                              | .mv                                                 | .it                                                      |
| المنطقة الزمنية                                           | ت ع م+05:00                                         | توقيت وسط أوروبا، ت ع م+01:00، ت ع م+02:00، أوروبا/روما ‏ |

## منظمات دولية مشتركة
يشترك البلدان في عضوية مجموعة من المنظمات الدولية، منها:
| علم المنظمة | اسم المنظمة                        | تاريخ انضمام المالديف | تاريخ انضمام إيطاليا |
| ----------- | ---------------------------------- | --------------------- | -------------------- |
|             | يونسكو                             | 18 يوليو 1980         | ?                    |
|             | مؤسسة التمويل الدولية              | 2 فبراير 1983         | 27 ديسمبر 1956       |
|             | بنك التنمية الآسيوي                | 1978                  | 1966                 |
|             | منظمة حظر الأسلحة الكيميائية       | ?                     | ?                    |
|             | مؤسسة التنمية الدولية              | 13 يناير 1978         | 24 سبتمبر 1960       |
|             | منظمة التجارة العالمية             | ?                     | 1995                 |
|             | وكالة ضمان الاستثمار متعدد الأطراف | 19 مايو 2005          | 29 أبريل 1988        |
|             | الاتحاد البريدي العالمي            | ?                     | ?                    |
|             | منظمة الشرطة الجنائية الدولية      | ?                     | ?                    |
|             | الأمم المتحدة                      | 21 سبتمبر 1965        | 14 ديسمبر 1955       |
|             | الاتحاد الدولي للاتصالات           | 28 فبراير 1967        | 1866                 |
|             | البنك الدولي للإنشاء والتعمير      | 13 يناير 1978         | 27 مارس 1947         |

## وصلات خارجية
- موقع وزارة الخارجية المالديفية
- موقع وزارة الخارجية الإيطالية